# 中央精機
中央精機株式会社（ちゅうおうせいき、英: CENTRAL MOTOR WHEEL Co., LTD.）は、愛知県安城市に本社を置くトヨタ自動車の子会社で自動車用ホイールメーカーである。
スチールホイールやアルミホイール（両者共にほぼトヨタ車用の純正品）のほか、自動車用LPGボンベの製造を行っている。

## 沿革
- 1939年（昭和14年）9月 - 「中央精機株式会社」を設立。
- 1941年（昭和17年）6月 - 自動車用ホイールの生産開始。
- 1961年（昭和36年）
  - 2月 - LPG容器の生産開始。
  - 7月 - 豊田工場操業開始。
- 1962年（昭和37年）10月 - 自動車用LPG容器の生産開始。
- 1972年（昭和47年）12月 - トヨタ品質管理優良賞受賞。
- 1977年（昭和52年）11月 - 尾崎工場操業開始。
- 1978年（昭和53年）7月 - アルミ2ピースホイールの生産開始。
- 1982年（昭和57年）9月 - PM優秀事業場賞受賞。
- 1983年（昭和58年）9月 - マレーシア国で合弁にてOMI社設立・技術援助契約締結。
- 1984年（昭和59年）9月 - アルミ鋳造ライン本格稼働（尾崎工場）。
- 1986年（昭和61年）9月 - 米国でKH社との合弁によりCMC社を設立。
- 1987年（昭和62年）5月 - 台湾で建台豊股份有限公司との合弁により中慶工業股份有限公司（CKC社）を設立。
- 1989年（平成1年）3月 - 米国でアルミホイール生産会社CLA社を設立。
- 1993年（平成5年）9月 - 豊田第2工場操業開始。
- 1994年（平成6年）8月 - タイKAP社へ経営参画。
- 2000年（平成12年）1月 - CMC社とCLA社が合併し、CMWA社に社名変更。
- 2000年（平成12年）10月 - インドネシアで中慶工業股份有限公司及び豊田通商株式会社と3社合弁でCMWI社を設立。
- 2002年（平成14年）9月 - 豊田第2工場を豊田モジュール工場事業所に名称を変更。
- 2003年（平成15年）8月 - 本社を安城市尾崎町に移転。
- 2005年（平成17年）2月 - 中国で広州汽車零部件有限公司との合弁で広州中精汽車部件有限公司(CMWG社)を設立。
- 2008年（平成20年）3月 - アメリカの子会社Chuo Seiki Corporate Services, Inc.を解散。
- 2009年（平成21年）10月 - タイでKAP社とその子会社TAW社が合併し、CMWT社を設立。
- 2010年（平成22年）3月 - 中央精機東北株式会社を設立。
- 2012年（平成24年）10月 - インドネシアで2拠点目となるCMWJ社を設立。
- 2013年（平成25年）8月 - メキシコでアルミホイール生産会社CMWM社を設立。
- 2017年（平成29年）4月 - 本社工場に新アルミ生産ライン（ACE）を導入。

## 事業所
- 本社事業所（愛知県安城市）
- 豊田工場事業所（愛知県豊田市）
- 豊田モジュール工場事業所（愛知県豊田市）

## 関連会社
- 株式会社ウェッズ - Wedsは「World ELSTAR Distributor System」の略であり、元々は中央精機が国内初の社外スチールホイールとしてリリースした「エルスター」を販売する為に設立された会社であった。